# Martin Marty
Pour les articles homonymes, voir Marty.
Martin Marty, né Aloys Martin le 12 janvier 1834 à Schwytz (Suisse) et mort le 19 septembre 1896 à Saint Cloud (Minnesota), est un missionnaire bénédictin. Il est le premier abbé de Saint-Meinrad, dans l'Indiana, vicaire apostolique du territoire du Dakota et le deuxième évêque du diocèse catholique romain de Saint Cloud (en).

## Biographie
Aloys Joseph Martin naît le 12 janvier 1834 à Schwytz. Élevé par les jésuites, d'abord à Schwytz puis à Fribourg en 1846, il achève sa formation chez les bénédictins à l'abbaye d'Einsiedeln après que les jésuites sont chassés de Suisse en 1847. Devenu abbé en 1855, il prend le prénom de Martin. Il enseigne alors quelques années au gymnase, puis devient professeur de théologie morale.
Il émigre aux États-Unis en 1860, dans l'Indiana, où il contribue à la reconstruction du prieuré de Saint-Meinrad, devenu par la suite abbaye.
À partir de 1876, il se rend dans le Dakota pour convertir les Amérindiens, notamment Sitting Bull qu'il rencontre au printemps 1877, d'où son surnom d'apôtre des Sioux. Il y érige de nombreuses paroisses et internats. Une chapelle porte son nom à Yankton et il a donné son nom à une ville, Marty (Dakota du Sud) (en).
Le pape Pie IX le nomme évêque titulaire de Tibériade le 1er janvier 1880,.
Il meurt le 19 septembre 1896 à Saint Cloud, dans le Minnesota.